# 2624 Samitchell
2624 Samitchell eller 1962 RE är en asteroid i huvudbältet, som upptäcktes 7 september 1962 av Indiana Asteroid Program vid Indiana University Bloomington med Goethe Link Observatory. Asteroiden har fått sitt namn efter astronomen Samuel Alfred Mitchell.
Den tillhör asteroidgruppen Hilda